# Porte du Despote

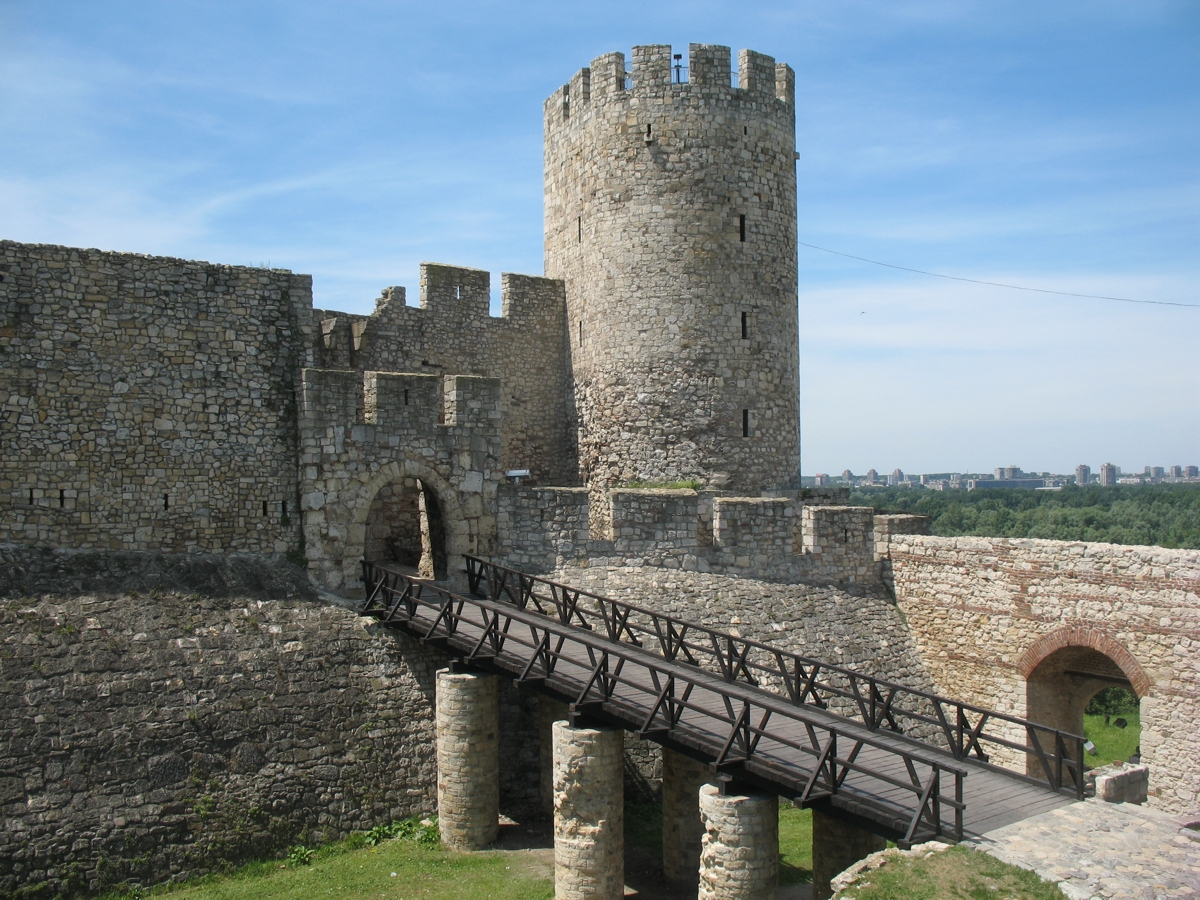
La porte du despote sur le côté nord-est du château est l'entrée principale de la haute ville de Belgrade sous Stefan Lazarević

La Porte du Despote (en serbe : Despotova kapija) et la tour Castellan - souvent appelée Porte Est de la ville haute - étaient l'entrée principale du château de Belgrade au Moyen Âge. Avec le mur nord-est, c'est le segment le mieux conservé des fortifications médiévales de la ville haute de la première moitié du XVe siècle lors de la rénovation sous le despote serbe Stefan Lazarevic, d'où lui vient son nom. Seule la Porte du Despote a été conservée dans sa forme originale à ce jour. Elle se compose d'un double mur avec deux entrées. La porte intérieure a un balcon défensif - le masikula. Au-dessous se trouve une niche pour une icône de Notre-Dame en tant que protectrice de la ville. À côté de la porte se trouve la tour carrée Castellan. Son nom vient du fait que le commandant de la forteresse y avait son siège au XVIIIe siècle.
La tour a été gravement endommagée lors du bombardement de Belgrade en 1915. Partiellement reconstruit en 1938, le seuil crénelé provient d'une rénovation à la fin des années 1970. La tour Castellan abrite aujourd'hui l'observatoire astronomique Rudjer Boskovic.

## Histoire

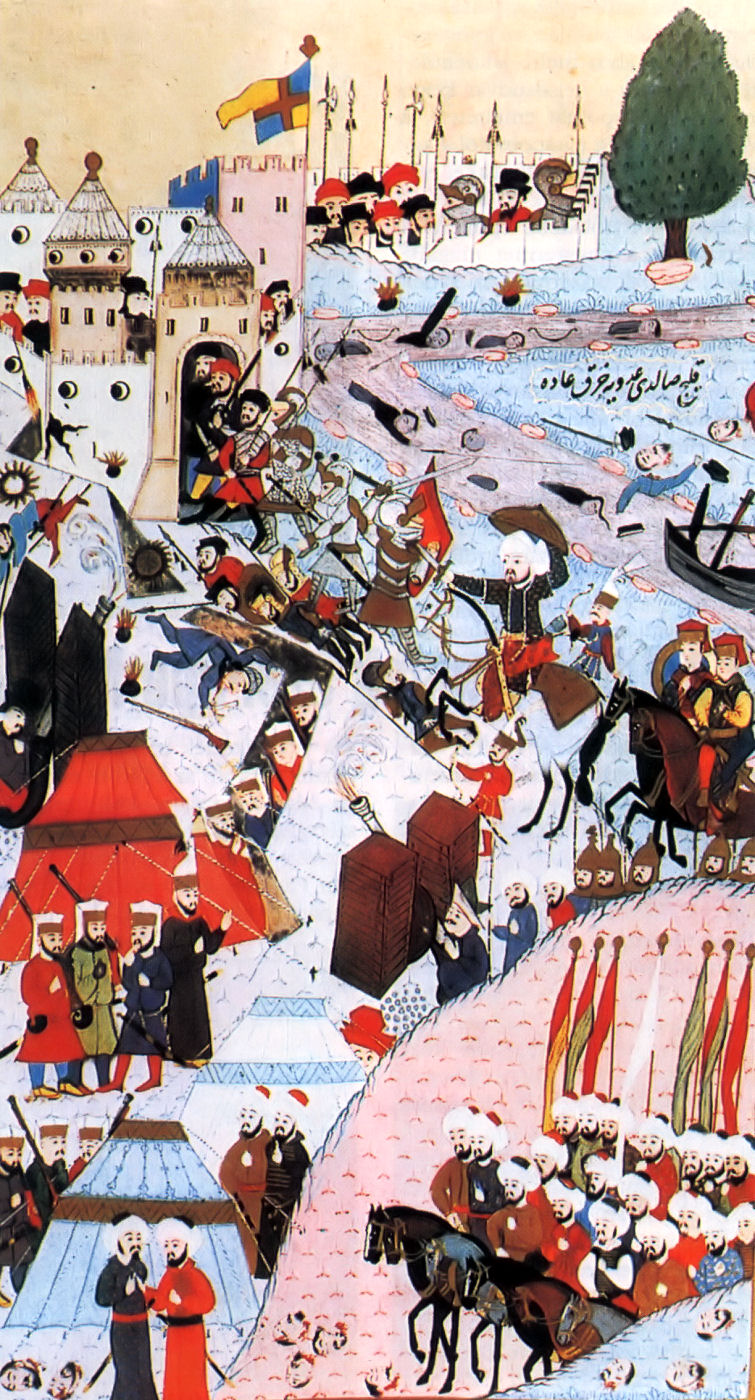
La bataille décisive lors du siège de Belgrade en 1456 est représentée sur la miniature turque. En haut à gauche, les Hongrois se retirent par la porte du Despote dans la ville haute, qui est gardée par le Donjon Nebojša Kula.

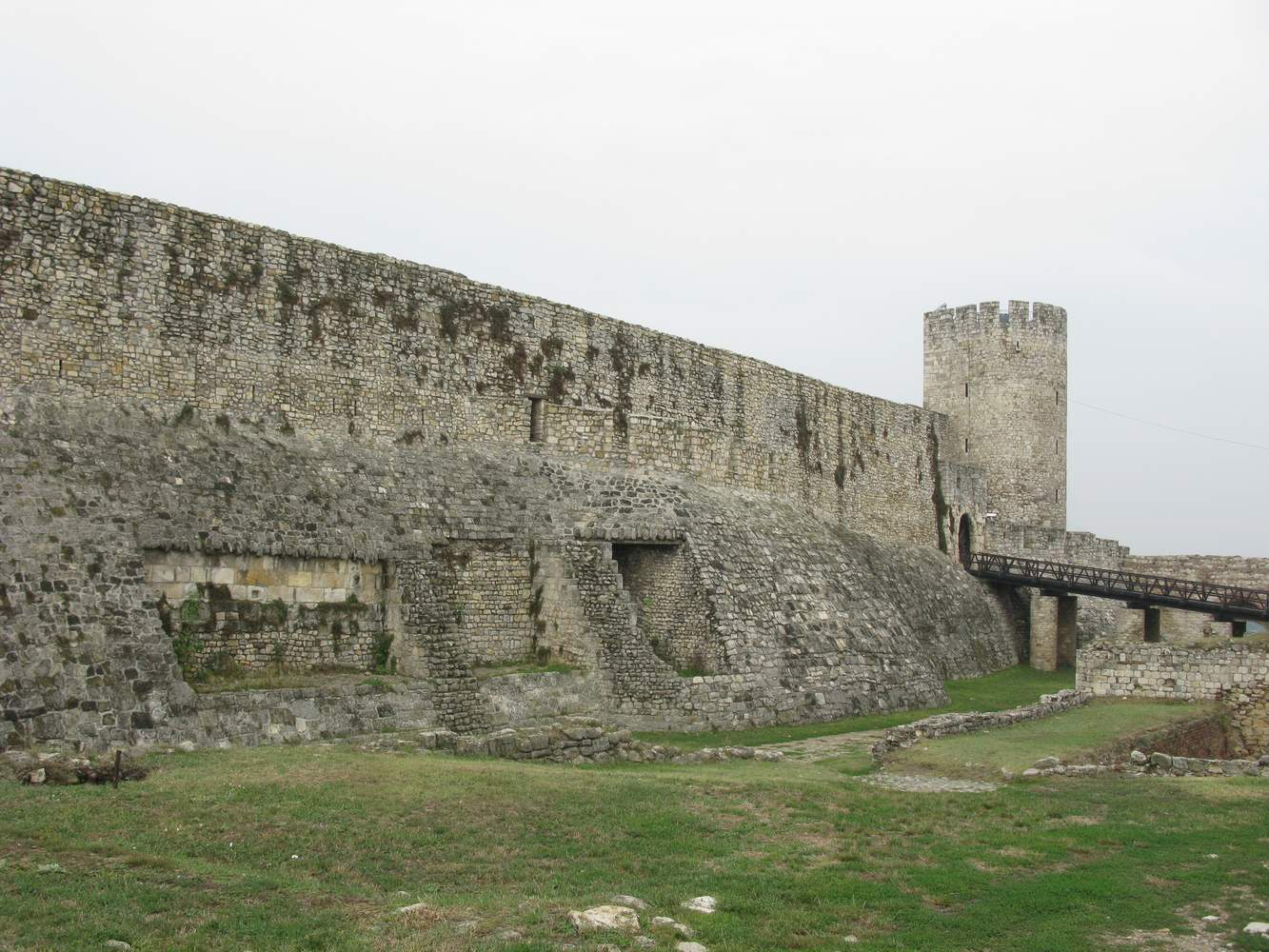
Côté nord-est de la ville haute avec la tour châtelaine et la porte du Despote de 1403 à 1427. Des vestiges de murs romains sont visibles dans les parties inférieures du mur.

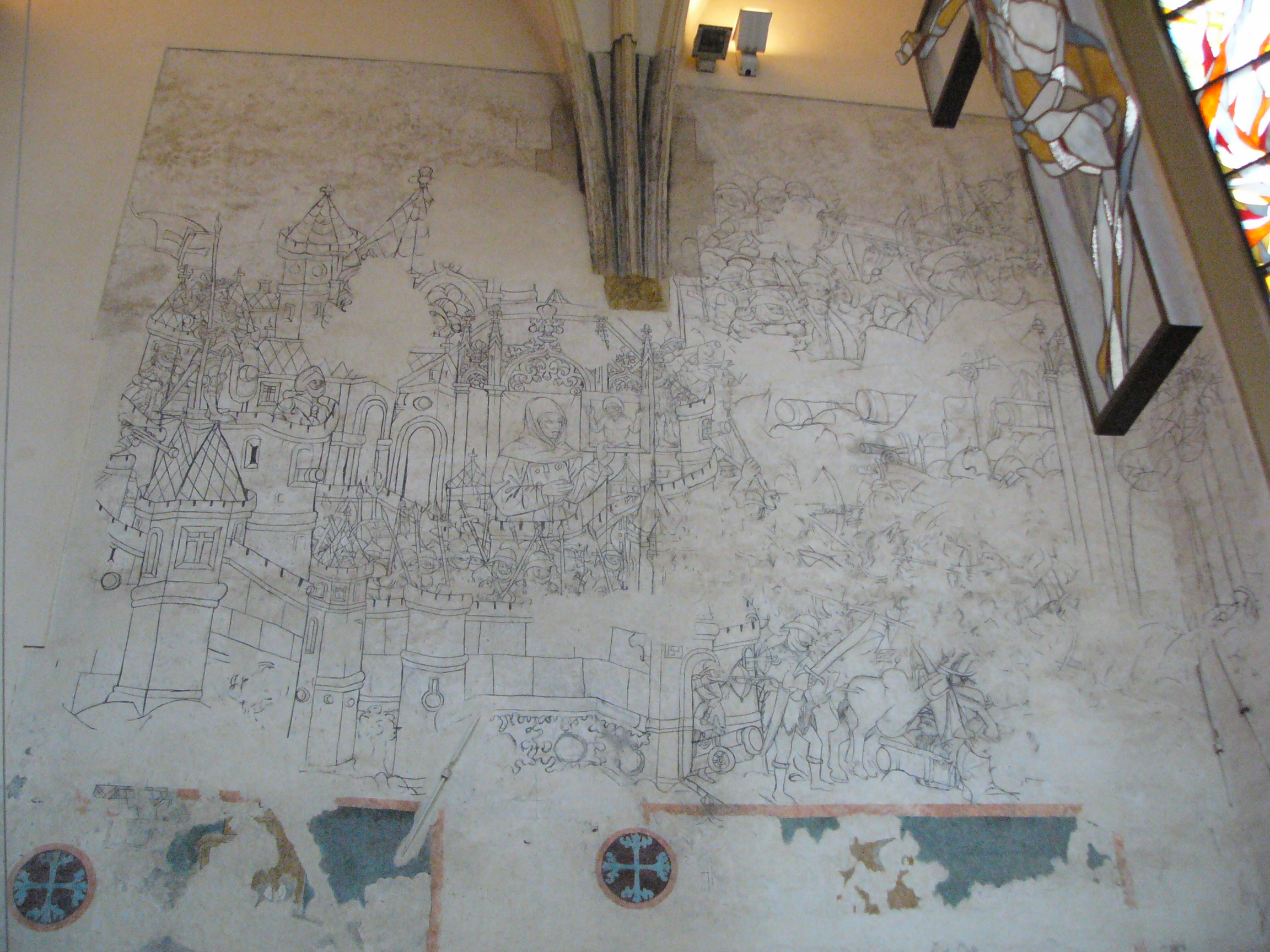
La fresque gothique du siège de Belgrade dans l'église Notre-Dame d'Olomouc (République tchèque) de 1468 est probablement la plus ancienne description de la bataille. Sur la gauche, on voit les Hongrois à la porte du Despote face aux Turcs.

La porte du Despote est construite comme la porte principale de la ville haute de la forteresse de Belgrade sur les vestiges d'anciennes murailles. Elle est fortement fortifiée par un fossé et un double mur et possède un pont suspendu.
Lorsque le sultan turc Mehmet II assiégea la ville en 1456, la bataille décisive éclata à la porte du Despote. Les Turcs parviennent à pénétrer par la porte de la ville haute où une bataille acharnée éclate. Les défenseurs Hongrois réussissent alors à repousser les Turcs.

## Représentations picturales du siège de 1456 et de la bataille à la Porte du Despote
La bataille de la Porte du Despote est une miniature turque du Hünername, représentée aujourd'hui au musée de Topkapi à Istanbul. L'église Notre-Dame d'Olomouc en République tchèque montre également la bataille à la Porte du Despote.

## Lien Web
- Porte du Despote sur la présentation web officielle de la Forteresse de Belgrade